# Кавагуті Йосікацу
Йосікацу Кавагуті (яп. 川口能活, нар. 15 серпня 1975, Фудзі) — японський футболіст, воротар клубу «Джубіло Івата».
Насамперед відомий виступами за клуб «Йокогама Ф. Марінос», а також національну збірну Японії.
Дворазовий чемпіон Японії.

## Клубна кар'єра
У дорослому футболі дебютував 1994 року виступами за команду клубу «Йокогама Ф. Марінос», в якій провів сім сезонів, взявши участь у 234 матчах чемпіонату. Більшість часу, проведеного у складі «Йокогама Ф. Марінос», був основним голкіпером команди.
Згодом з 2001 по 2004 рік грав у складі команд клубів «Портсмут» та «Нордшелланд».
До складу клубу «Джубіло Івата» приєднався 2005 року. Наразі встиг відіграти за команду з Івати 207 матчів в національному чемпіонаті.

## Виступи за збірну
У 1997 році дебютував в офіційних матчах у складі національної збірної Японії. Наразі провів у формі головної команди країни 117 матчів.
У складі збірної був учасником чемпіонату світу 1998 року у Франції, розіграшу Кубка Америки 1999 року у Парагваї, кубка Азії з футболу 2000 року у Лівані, здобувши того року титул переможця турніру, розіграшу Кубка конфедерацій 2001 року в Японії і Південній Кореї, де разом з командою здобув «срібло», чемпіонату світу 2002 року в Японії і Південній Кореї, розіграшу Кубка конфедерацій 2003 року у Франції, кубка Азії з футболу 2004 року у Китаї, здобувши того року титул переможця турніру, розіграшу Кубка конфедерацій 2005 року у Німеччині, чемпіонату світу 2006 року у Німеччині, кубка Азії з футболу 2007 року у чотирьох країнах відразу, чемпіонату світу 2010 року у ПАР.

## Статистика
Статистика виступів у національній збірній.
| Збірна Японії | Збірна Японії | Збірна Японії |
| Роки          | Ігри          | голи          |
| ------------- | ------------- | ------------- |
| 1997          | 21            | 0             |
| 1998          | 9             | 0             |
| 1999          | 3             | 0             |
| 2000          | 8             | 0             |
| 2001          | 9             | 0             |
| 2002          | 2             | 0             |
| 2003          | 2             | 0             |
| 2004          | 11            | 0             |
| 2005          | 14            | 0             |
| 2006          | 19            | 0             |
| 2007          | 12            | 0             |
| 2008          | 6             | 0             |
| Усього        | 116           | 0             |

## Титули і досягнення
- Чемпіон Японії (2):

«Йокогама Ф. Марінос»:  1995, 2000
- Володар Кубка Джей-ліги (1):

«Джубіло Івата»:  2010
- Володар Кубка банку Суруга (1):

«Джубіло Івата»:  2011
Збірні
- Володар Кубка Азії: 2000, 2004